# Жимбиев, Цыденжап Арсаланович
Цыденжа́п Арсала́нович Жимби́ев (бур.  Жимбиев Арсаланай Сэдэнжаб; 1928—2006) — российский бурятский поэт и писатель, Народный писатель Бурятии, Заслуженный деятель культуры России, Бурятии и Калмыкии.

## Биография
Цыденжап Жимбиев родился 28 октября 1928 года в селе Кусота (современный Хилокский район Забайкальского края). Закончив 7 классов, Цыденжап вынужден был оставить учёбу, началась Великая Отечественная война. Летом 1942 года Жимбиев поступает в школу механизации в городе Зея. Окончив учёбу, он возвращается на родину и работает механизатором и конюхом.
После войны Цыденжап поступает в Петровск-Забайкальский педагогический техникум, затем в Бурятское театрально-музыкальное училище. В 1948 году первым из бурятского народа стал студентом Литературного института им. М. Горького.
Семья 
Дочь Жимбиева Рыгзема советский и российский художник-керамист, график.

## Творчество
В 1950 году в свет выходит первая книга стихов Цыденжапа «Богатая нива» в русском переводе А. Гевелинга. В 1951 году он становится членом Союза писателей СССР.
В 1957 году издан его сборник рассказов «Шэнэ үльгэр» (Новая сказка), в 1961 году выходит книга «Подснежники» в переводе на русский язык. После посещения Кубы пишет публицистическую книгу путевых очерков «Москва-Прага-Гавана» (1964).
Первый роман Жимбиева «Талын харгынууд» (Степные дороги) публиковался в журнале «Байгал» в 1962—1963 годах, затем выходит отдельной книгой в 1967 году. Широкое читательское признание получил роман «Гал могой жэл» (Год огненной змеи) (1972), отмеченный Почётным дипломом и памятной медалью Всесоюзного литературного конкурса им. Н. Островского. Роман получил широкие отклики в центральной прессе — «Правде», «Литературном обозрении», «Сибирских огнях», «Литературной России», «Байкале».
Бурятское книжное издательство в 1978 году выпускает третий роман писателя «Урасхал» (Течение), получивший высокую оценку на выездном секретариате Правления Союза писателей России и удостоенный Государственной премии Бурятии. В 1992 году выходит исторический роман «Сагаан шубууд» (Белые птицы). Всероссийское признание получили произведения писателя, изданные на русском языке в переводе Н. Асмоловой, В. Тендрякова «Год огненной змеи», Г. Граубина «Имя человека», Е. Имбовиц, А. Китайника «Степные дороги».
Цыденжап Жимбиев очень любил детей. Потому многие его произведения посвящены юным читателям. Основал и был главным редактором первого сибирского детского журнала «Хараасгай»-Ласточка". Для детского круга чтения им опубликованы — «Саһан дээрэ сэсэгүүд» (Цветы на снегу) (1970), «Сурхарбан» (1971), «Унаган нүхэд» (Закадычные друзья) (1974), «Цветы на снегу» (М., 1974). Для детей он написал пьесы-сказок «Золотая ласточка» и «Кто первый увидел солнце».
Жимбиев стал одним из организаторов первого Всемирного общемонгольского детского праздника «Их наадам» в Улан-Баторе в июле 1994 года. Принимал участие в организации и проведении международного детского шахматного турнира «Кирсан-шатар-1997» в Улан-Удэ и на озере Байкал, создал фонд актёра мирового кино В. Инкижинова.
В последние годы жизни Жимбиев был полон новых творческих замыслов, выпуская исторический очерк «300 лет Указу царя Петра I братскому народу», документальную повесть «Хамбо лама», родословную хоринских бурят.
Цыденжап Жимбиев написал более 50 книг стихов и прозы, которые были изданны в Улан-Удэ, Чите, Москве, Элисте, Кызыле, странах ближнего и дальнего зарубежья. В нем сочетались талант поэта, прозаика и публициста. Его перу принадлежат поэтические сборники — «Түрүүшын борозда» (Первая борозда) (1952), «Шүлэг — минии хүлэг» (Стих — мой конь) (1958), «Үргэн талын дуунууд» (Песни широких степей) (1961). Произведения писателя изданы в Туве, Калмыкии, Киргизии, Молдавии, Польше, Германии, Монголии.
Цыденжап Арсаланович Жимбиев принадлежал к плеяде выдающихся представителей многонациональной российской литературы. Народный писатель Бурятии избирался делегатом первого съезда Союза писателей РСФСР и последнего съезда Союза писателей СССР.
Умер в апреле 2006 года.

## Награды и звания
- Народный писатель Бурятии
- Заслуженный деятель культуры Бурятии
- Заслуженный работник культуры Калмыкии
- Заслуженный деятель культуры России
- Государственная премия Бурятии
- Почётный диплом и памятная медаль Всесоюзного литературного конкурса им. Николая Островского